# گره مشار
[[Category:خفت knots]]
گره مشار (به انگلیسی: Klemheist knot) گره‌ای از خانواده گره‌های چفت شونده است و برای خود حمایت فرود یا صعود میمونی بکار می‌رود. این گره دو حالت مختلف دارد و می‌توان هم با طنابچه هم با تسمه آن را زد.